# Признать виновным
«Признать виновным» — советская художественная полнометражная цветная социальная драма, снятая в 1983 году режиссёром Игорем Вознесенским на киностудии имени М. Горького.

## Сюжет
Рассказ о буднях инспектора уголовного розыска по делам несовершеннолетних Воронина, который пытается организовать досуг подростков и увлечь их полезным для района делом. Давно наблюдая за девятиклассником Николаем Бойко, главарём местной банды, инспектор так и не смог спасти от тюрьмы парня, которому по-своему симпатизировал.

## В ролях
- Александр Михайлов — Сергей Анатольевич Воронин, капитан милиции, старший инспектор уголовного розыска
- Владимир Шевельков — Николай Бойко
- Игорь Рогачёв — Виктор Владимиров, приятель Николая
- Александр Силин — Слава Горяев, приятель Николая
- Марина Яковлева — Юля Сафонова
- Вера Сотникова — Ольга (Лёка), подруга Николая, парикмахерша
- Ирина Мирошниченко — Виктория Павловна Бойко, мать Николая, журналистка
- Валентин Печников — Сайкин, избитый пьяница
- Владимир Корецкий — Александр Петрович Бойко, отец Николая
- Любовь Соколова — Марья Васильевна, бабушка Виктора
- Юрий Назаров — Матвей Изотович Горяев, мастер, отец Славы
- Владимир Широков — Егор
- Георгий Куликов — директор школы
- Елена Валаева — Тамара Ивановна, классный руководитель 9 «А», учительница английского языка
- Анатолий Грачёв — Игорь Борисович Владимиров, отец Виктора

### В эпизодах
- Лариса Блинова — Александра Ивановна Горячева, мать Славы
- Майя Булгакова — Мухина, пострадавшая
- Лариса Лужина — Людмила Владимирова, дочь Марьи Васильевны, мать Виктора
- Евгений Красавцев — Мухин, дебошир с ружьём
- Арнис Лицитис — ограбленный водитель
- Сергей Жигунов — Андрей
- Клавдия Козлёнкова — парикмахер
- Галина Орлова — официантка
- Дмитрий Орловский — Иван Михайлович Назаров, общественник
- Людмила Карауш — приёмщица в мастерской
- Дмитрий Шпаро — Дмитрий Игоревич Шпаро, лектор в школьном клубе
- Андрей Юренев — заказчик в мастерской
- Антон Вознесенский — Петька

## Съёмочная группа
- Сценарий: Юрий Иванов, Владимир Карасёв
- Текст песен: Игорь Вознесенский
- Кинорежиссёр-постановщик: Игорь Вознесенский
- Кинооператор-постановщик: Анатолий Буравчиков
- Художник-постановщик: Феликс Ростоцкий
- Художник по костюмам: Наталья Ростоцкая
- Композитор: Александр Журбин
- Звукооператор: Игорь Строканов
- Кинорежиссёр: Нина Иванова
- Кинооператор: Николай Подземельный
- Редактор: Виктория Святковская
- Художник-гример — Людмила Либина
- Монтажер: Галина Дмитриева
- Комбинированные съемки:
- Оператор: Ю.Осминкин
- Художник: Ю.Миловский
- Главный консультант: генерал-майор милиции Н. М. Шаранков (недоступная ссылка)
- Директор съемочной группы: Таги Алиев